# Décès en 1065
Décès
- 1061
- 1062
- 1063
- 1064
- 1065
- 1066
- 1067
- 1068
- 1069

Cette page dresse une liste de personnalités mortes au cours de l'année 1065 :
- 28 janvier : Mieszko Kazimierzowic (en), prince polonais de la dynastie Piast.
- 7 février : Siegfried I (en), comte de Sponheim.
- mai : Hugues II de Champallement, prélat français.
- 27 juin[1] : Georges l'Athonite, moine géorgien.
- 23 juillet : Gunther de Bamberg, évêque de Bamberg et chancelier de Henri III du Saint-Empire.
- 28 août : Frédéric Ier de Luxembourg, duc de Basse-Lotharingie.
- 27 décembre[2] : Ferdinand Ier de León, comte de Castille puis roi de León et de Castille. Il se donne également le titre d'empereur d'Espagne.

- Berthe de Rouergue, comtesse de Rouergue.
- Diarmaid mac Tadgh Ua Ceallaigh (en), 38e roi d'Uí Maine (Irlande).
- Geoffroy de Mâcon, comte de Mâcon.
- Gomes Echigues (en), chevalier.
- Gusiluo, chef tibetain.
- Ibn Abi Hasina (en), Abu'l Fatḥ al-Ḥasan ibn ʿAbd Allāh ibn Aḥmad ibn ʿAbd al-Jabbār ibn al-Ḥaṣīna al-Sulamī, poète arabe.
- Odolric, abbé de Conques, qui entreprend la construction de l’église de Sainte-Foy terminée au début du XIIe siècle[3].
- Riwallon de Dol, seigneur de Combourg et avoué de Dol.
- Saint Duthac (en), saint patron de Tain (Écosse).

date incertaine (vers 1065)
- Thorfinn Sigurdsson, Thorfinn II Sigurdsson Rike dit Thorfinn le puissant, comte des Orcades.

## Crédit d'auteurs
- Cet article est partiellement ou en totalité issu de l'article intitulé « 1065 » (voir la liste des auteurs).